# John L. McLaurin
John L. McLaurin (Marlboro megye, 1860. május 9. – Bennettsville, 1934. július 29.) az Amerikai Egyesült Államok szenátora (Dél-Karolina, 1897–1903).